# Сергиевская площадь (Харьков)

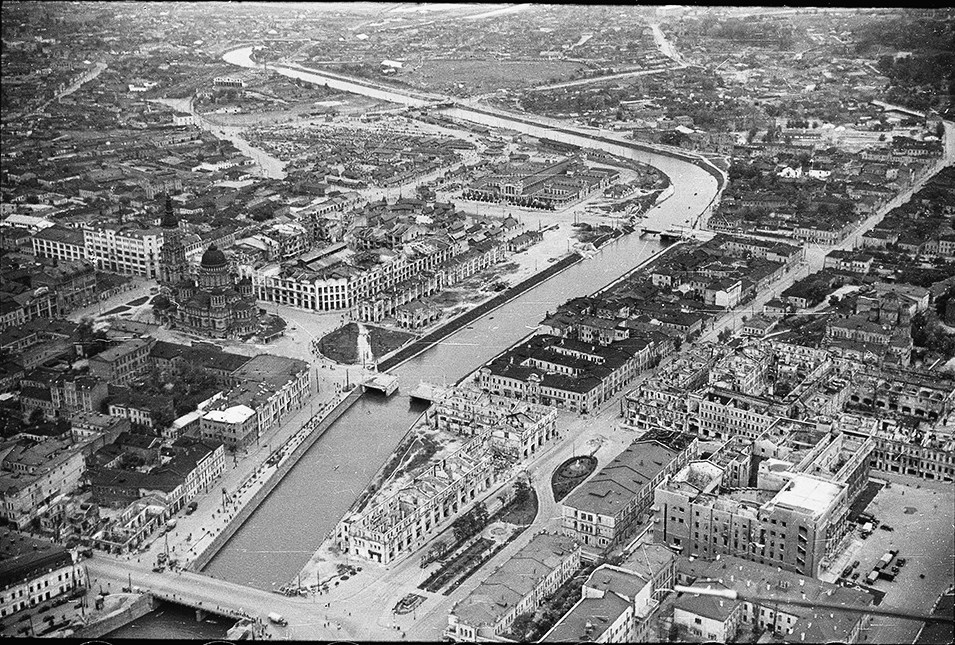
Пролетарская площадь в 1941 году, во время войны

Сергиевская площадь, с 1932 по 2016 Пролетарская площадь (укр. Сергіївський майдан) — площадь в центре Харькова, возникла в XVIII веке. Большая часть площади административно принадлежит Шевченковскому району города Харькова, а небольшой южный участок — Основянскому району. До 2016 года Пролетарская площадь.
Расположена на левом берегу реки Лопань под Университетской горкой. Сергиевская площадь ограничена с севера Соборным спуском, а с юго-востока Павловской площадью. Из северной части площади выходит Клочковская улица, с западной — Лопанским мостом начинается Полтавский шлях. Из южной части площади выходит Банный переулок, ведущий к Рыбной площади. Купеческий мост ведёт к Благовещенской площади.

## История
Площадь начала формироваться в начале XVIII века и, первоначально, носила название Базарной площади. Тогда вдоль берега реки Лопань протянулся ряд деревянных харчевен, а с восточной стороны площади на бывшем валу Харьковской крепости, ниже Университетской горки, построили деревянные лавки. Торги на Лопанском базаре первоначально проводились четыре раза в неделю. В 1820-е годы было построено здание деревянного крытого рынка. Большой пожар 1835 года, вызванный возгоранием в смоляных складах, располагавшихся на склоне Университетской горки, привёл к уничтожению всех строений рынка и лестницы, ведущей на горку. Вскоре после этого базар был убран с площади.
В первой половине XIX века начались работы по благоустройству Базарной площади. Тогда же построили деревянную лестницу с площади на горку, располагавшуюся севернее нынешней. В 1850-е годы под горкой возле Купеческого спуска был построен Сергиевский ряд, названный так в честь губернатора. Между Сергиевским рядом и рекой построили Московский ряд. В это же время была переименована и площадь; она стала называться Сергиевской. В 1868 году деревянную лестницу заменили каменной, расположенной южнее старой напротив Лопанского моста и начала Екатеринославской улицы. В 1875 году на участке от новой лестницы до Сергиевского ряда построили Ново-Сергиевский ряд. 2 ноября 1882 года согласно постановлению городской думы второй этаж Ново-Сергиевского ряда был отдан под создаваемый городской музей. И 14 декабря 1886 года был открыт городской промышленно-художественный музей, ставший вторым провинциальным общедоступным городским музеем по времени возникновения в Российской империи (после Саратова) и первым на территории Украины.
Помещения музея, реконструированные архитектором С. И. Загоскиным, располагались на втором этаже, а вход в них был организован с одной из промежуточных площадок лестницы на горку. В советское время музей стал называться Музеем истории Слободской Украины им. Г. С. Сковороды.
В конце XIX века Сергиевский ряд сгорел и в 1890 году на его месте был построен двухэтажный Николаевский ряд по проекту архитектора А. К. Шпигеля. В 1898 году вдоль берега реки Лопань построили ряд каменных магазинов и часовню по проектам академика архитектуры Алексея Николаевича Бекетова. Рядом с ними был расположен круглый балаган с панорамой «Голгофа», позднее, в 1915 году, переоборудованный в «народный кинематограф Маяк». В южной части площади был построен «Гранд-отель», в советское время переименованный в гостиницу «Спартак».

Здания на Сергиевской площади в начале XX века
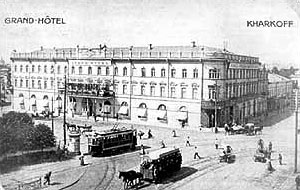
Гранд-отель, располагавшийся на углу Сергиевской и Павловской площадей.
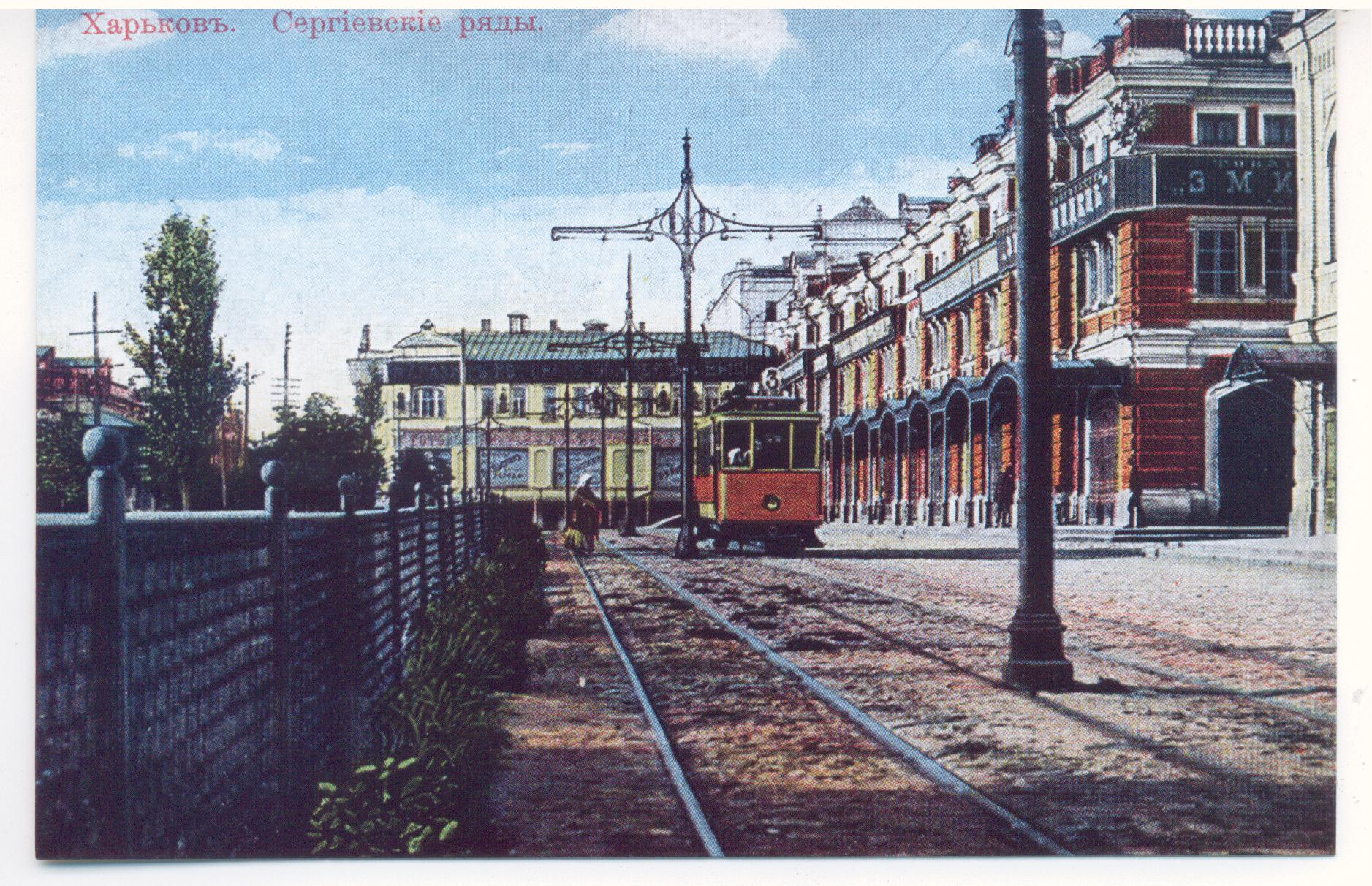
Сергиевский ряд
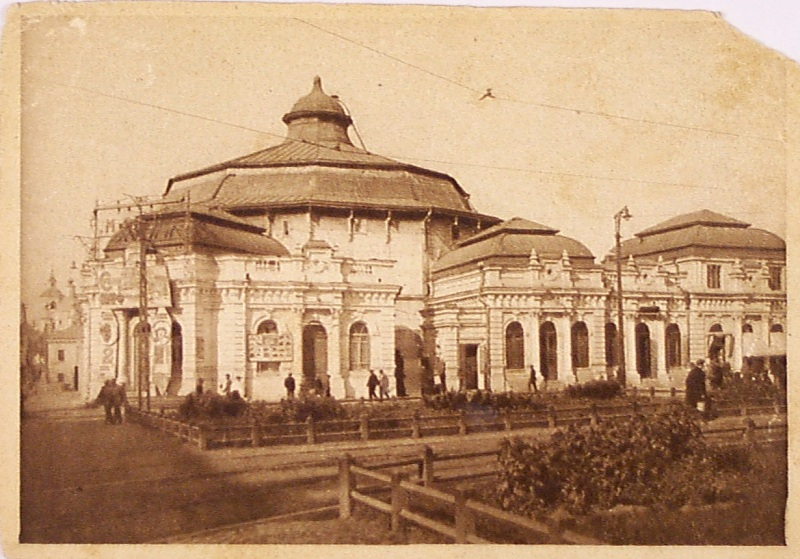
Каменные лавки и балаган с панорамой «Голгофа».

В 1932 году к празднованию 15-летия Октябрьской революции площадь переименовали в Пролетарскую. В первой половине XX века площадь заасфальтировали, разбили новый сквер, построили новую лестницу на горку, а возле Лопанского моста была сооружена новая пристань с широкой лестницей к реке. Во время Великой Отечественной войны все здания на площади были разрушены. В послевоенные годы завалы были убраны и на площади разбиты скверы. В 1957 году на горку построили новую широкую лестницу по проекту архитекторов Б. Г. Клейна и И. И. Приходько. В 1985 году в сквере на площади по проекту архитекторов И. М. Рукавишникова и Г. М. Макаревича установили бюст в честь государственного деятеля, дважды Героя Соцтруда, председателя Совета Министров СССР в 1980—1985 годах, одного из самых пожилых глав правительства (с 75 по 80 лет) в послевоенной истории Европы Николая Александровича Тихонова.
В 2016 году название площади было "декоммунизировано" и ей возвращено старое название.

## Транспорт
Недалеко от площади, в районе площади Конституции расположен пересадочный узел между Холодногорско-Заводской и Салтовской линиями метро, состоящий из станций «Площадь Конституции» и «Исторический музей». По площади проложены трамвайные пути и осуществляется движение трамваев по маршрутам № 3, 5, 6, троллейбус № 11. Также действуют автобусные маршруты: № 11, 231, 246, 304 и 305. В период с 1996 по 2005 гг. у причала возле площади был пришвартован прогулочный теплоход «Ласточка», совершавший прогулочные рейсы по рекам Лопань и Харьков.

## Виды площади
|  |  |